# Toya tuberculosa
Toya tuberculosa är en insektsart som först beskrevs av William Lucas Distant 1916.  Toya tuberculosa ingår i släktet Toya och familjen sporrstritar. Inga underarter finns listade i Catalogue of Life.